# Norwood Payneham St Peters
Norwood Payneham St Peters är en region i Australien. Den ligger i delstaten South Australia, nära delstatshuvudstaden Adelaide. Antalet invånare är 36 868.
Följande samhällen finns i Norwood Payneham St Peters:
- Payneham
- Marden
- Trinity Gardens
- Royston Park

Runt Norwood Payneham St Peters är det i huvudsak tätbebyggt. Runt Norwood Payneham St Peters är det mycket tätbefolkat, med 1 754 invånare per kvadratkilometer. Genomsnittlig årsnederbörd är 593 millimeter. Den regnigaste månaden är juli, med i genomsnitt 95 mm nederbörd, och den torraste är december, med 13 mm nederbörd.